# 穂見神社 (沼津市根古屋)
穂見神社（ほみじんじゃ）は静岡県沼津市根古屋にある神社である。

## 概要
興国寺城跡本丸北側の天守台下には穂見神社があり、その右には北条早雲と天野康景の碑がある。札には「安政四歳巳正月奉勧請高尾大明神」と書かれている。伝聞によると、安政4年巳正月に施主15人が山梨県高尾の本社「高尾山穂見神社」から分詞したとされている。安政の大地震が発生し、大津波のため塩害により凶作が続き五穀豊穣を願い、農業神である「高尾山穂見神社」を建立したとされる。